# Chersotis patefacta
Chersotis patefacta är en fjärilsart som beskrevs av Smith 1895. Chersotis patefacta ingår i släktet Chersotis och familjen nattflyn. Inga underarter finns listade i Catalogue of Life.